# Livia Bonifazi
Livia Bonifazi (Roma, 22 gennaio 1967) è un'attrice italiana.

## Biografia
Diplomata all’Accademia Nazionale D’Arte Drammatica “Silvio D’Amico”, nel 2001 ha vinto il premio come miglior attrice al Sulmona International Film Festival per "La rentrée" di F. Angeli.
Nel 2022 recita nella parte della protagonista nel film La vera storia di Luisa Bonfanti.
Ha ispirato graficamente il personaggio di Mary Ann Ferguson nel fumetto Martin Mystère.

## Filmografia

### Cinema
- Lo zio indegno, regia di Franco Brusati (1989)
- La rentrée, regia di Franco Angeli (2001)
- Zona Rossa regia di Giorgia Farina (2007)
- Stazione ad altissima automazione regia di Enrico Protti (2018)
- Kindeswohl, il bene del bambino, regia di Franco Angeli (2021)
- La vera storia di Luisa Bonfanti, regia di Franco Angeli (2022)

### Televisione
- Vivere - soap opera (Viviana Angelucci, episodi dal 593 al 714)
- Don Matteo - serie TV (episodio Un sogno rubato, 2008)
- Noi due - film TV (2008)
- La nuova squadra - serie TV (2010)
- Al di là del lago regia di R. Mertez

## Teatro
- Vita e morte di Cappuccetto Rosso regia di Attilio Corsini
- Rumori fuori scena, regia di Attilio Corsini
- George Dandin, di Moliere, regia di Salvo Bitonti, con Alvaro Vitali, Aldo Bufi Landi, Giancarlo Teodori (1992)
- Venice California, di Renato Giordano, regia di Renato Giordano, con Alessio Di Clemente (1999)
- La vera storia di Luisa Bonfanti, di Franco Angeli, regia di Franco Angeli
- Kindeswohl il bene del bambino, di Franco Angeli, regia di Franco Angeli